# کاج‌سانان
کاج‌سانان (نام علمی: Pinales) راسته‌ای از کاج‌تباران (Pinopsida) است که تمام مخروطیان کنونی را در بر می‌گیرد؛ این راسته پیش از این مخروطی‌سانان (Coniferales) نامیده می‌شد؛ صفت بارز همه کاج‌سانان داشتن ساختارهای زایشی معروف به مخروط است.